# Survivor: Heroes vs. Healers vs. Hustlers
Survivor: Heroes vs. Healers vs. Hustlers  es la 35ª temporada de la serie de televisión de realidad competitiva estadounidense CBS Survivor. 
Esta temporada contó con 18 nuevos jugadores divididos en tres tribus basadas en el rasgo dominante percibido: "Heroes" (coraje), "Healers" (ayudar a otros) y "Hustlers" (tenacidad). Esta es la cuarta temporada del espectáculo filmada en Fiyi, después de Survivor: Fiji, Survivor: Millennials vs. Gen X, y Survivor: Game Changers.
Esta temporada volvió al antiguo formato de desempate que estaba presente antes de Survivor: Game Changers, donde todavía se realizarían nuevas votaciones en caso de un empate a puerta cerrada antes de que fuera a deliberar abiertamente y luego a rockear. Esta temporada también presentó múltiples ventajas que se ocultaron durante diversas recompensas. Estas ventajas debían usarse en el siguiente consejo tribal, independientemente de si el concursante que lo encontraba debía asistir o no. En este caso, el concursante se lo regalaría anónimamente a alguien que asistiría a la tribu, para que se abriera justo antes de partir.
La temporada se estrenó el 27 de septiembre de 2017 y finalizó el 20 de diciembre de 2017, cuando Ben Driebergen fue nombrado ganador encima de Chrissy Hofbeck y Ryan Ulrich en una votación de 5-2-1.

## Equipo del programa
- Presentador: Jeff Probst lidera los desafíos grupales, individuales y los consejos tribales.

## Concursantes
Todo el elenco fue anunciado oficialmente el 30 de agosto de 2017. El elenco está compuesto por 18 nuevos jugadores, inicialmente divididos en tres tribus con seis miembros cada una; Levu ("Heroes"), Soko ("Healers") y Yawa ("Hustlers").
| Concursante                                          | Tribu Original | Tribu Mezclada      | Tribu Fusionada      | Resultado final                               | Votos |
| ---------------------------------------------------- | -------------- | ------------------- | -------------------- | --------------------------------------------- | ----- |
| Ben Driebergen 34, Boise, Idaho                      | Levu           | Yawa                | Solewa               | Único Sobreviviente                           | 2     |
| Chrissy Hofbeck 46, Lebanon Township, New Jersey     | Levu           | Soko                | Solewa               | 2.do Lugar                                    | 7     |
| Ryan Ulrich 23, North Arlington, New Jersey          | Yawa           | Soko                | Solewa               | Finalista                                     | 0     |
| Devon Pinto 23, Solana Beach, California             | Yawa           | Levu                | Solewa               | 15.° Eliminado 8.vo Miembro del Jurado Día 3  | 1     |
| Mike Zahalsky 43, Parkland, Florida                  | Soko           | Yawa                | Solewa               | 14.° Eliminado 7.mo Miembro del Jurado Día 37 | 7     |
| Ashley Nolan 26, Satellite Beach, Florida            | Levu           | Levu                | Solewa               | 13.ª Eliminada 6.to Miembro del Jurado Día 36 | 8     |
| Lauren Rimmer 35, Beaufort, North Carolina           | Yawa           | Yawa                | Solewa               | 12.ª Eliminada 5.to Miembro del Jurado Día 33 | 2     |
| Joe Mena 34, Tolland, Connecticut                    | Soko           | Levu                | Solewa               | 11.° Eliminado 4.to Miembro del Jurado Día 30 | 6     |
| John Paul "JP" Hilsabeck 28, Los Ángeles, California | Levu           | Soko                | Solewa               | 10.° Eliminado 3.er Miembro del Jurado Día 27 | 6     |
| Cole Medders 24, Little Rock, Arkansas               | Soko           | Levu                | Solewa               | 9.° Eliminado 2.do Miembro del Jurado Día 24  | 7     |
| Desiree "Desi" Williams 27, Newport News, Virginia   | Soko           | Levu                | Solewa               | 8.ª Eliminada 1.er Miembro del Jurado Día 21  | 4     |
| Jessica Johnston 29, Louisville, Kentucky            | Soko           | Yawa                | Solewa               | 7.ª Eliminada Día 19                          | 7     |
| Alexandrea "Ali" Elliott 24, Los Ángeles, California | Yawa           | Soko                |                      | 6.ª Eliminada Día 16                          | 3     |
| Roark Luskin 27, Santa Mónica, California            | Soko           | Soko                | 5.ª Eliminada Día 14 | 3                                             |       |
| Alan Ball 32, Houston, Texas                         | Levu           | Levu                | 4.° Eliminado Día 11 | 2                                             |       |
| Patrick Bolton 24, Auburn, Alabama                   | Yawa           |                     | 3.° Eliminado Día 8  | 5                                             |       |
| Simone Nguyen 25, New York City, New York            | Yawa           | 2.ª Eliminada Día 6 | 5                    |                                               |       |
| Katrina Radke 46, Excelsior, Minnesota               | Levu           | 1.ª Eliminada Día 3 | 5                    |                                               |       |

## Desarrollo
| Episodio                            | Fecha de emisión         | Ganadores de los desafíos             | Ganadores de los desafíos | Eliminado(a)    | Final                                         |
| Episodio                            | Fecha de emisión         | Recompensa                            | Inmunidad                 | Eliminado(a)    | Final                                         |
| ----------------------------------- | ------------------------ | ------------------------------------- | ------------------------- | --------------- | --------------------------------------------- |
| "I'm Not Crazy, I'm Confident"      | 27 de septiembre de 2017 | Soko                                  | Soko                      | Katrina         | 1.a Eliminada Día 3                           |
| "I'm Not Crazy, I'm Confident"      | 27 de septiembre de 2017 | Levu                                  | Yawa                      | Katrina         | 1.a Eliminada Día 3                           |
| "I'm a Wild Banshee"                | 4 de octubre de 2017     | Soko                                  | Soko                      | Simone          | 2.a Eliminada Día 6                           |
| "I'm a Wild Banshee"                | 4 de octubre de 2017     | Levu                                  |                           | Simone          | 2.a Eliminada Día 6                           |
| "My Kisses Are Very Private"        | 11 de octubre de 2017    | Levu                                  | Levu                      | Patrick         | 3.o Eliminado Día 8                           |
| "My Kisses Are Very Private"        | 11 de octubre de 2017    | Soko                                  |                           | Patrick         | 3.o Eliminado Día 8                           |
| "I Don't Live Having Snakes Around" | 18 de octubre de 2017    | Yawa                                  | Yawa                      | Alan            | 4.o Eliminado Día 11                          |
| "I Don't Live Having Snakes Around" | 18 de octubre de 2017    | Yawa                                  | Soko                      | Alan            | 4.o Eliminado Día 11                          |
| "The Past Will Eat You Alive"       | 25 de octubre de 2017    | Levu                                  | Yawa                      | Roark           | 5.a Eliminada Día 14                          |
| "The Past Will Eat You Alive"       | 25 de octubre de 2017    | Yawa                                  | Levu                      | Roark           | 5.a Eliminada Día 14                          |
| "This Is Why You Play Survivor"     | 1 de noviembre de 2017   | Soko                                  | Yawa                      | Ali             | 6.a Eliminada Día 16                          |
| "This Is Why You Play Survivor"     | 1 de noviembre de 2017   | Yawa                                  | Levu                      | Ali             | 6.a Eliminada Día 16                          |
| "Get To Gettin"                     | 8 de noviembre de 2017   | Nadie                                 | Desi                      | Jessica         | 7.a Eliminada Día 19                          |
| "Playing with the Devil"            | 15 de noviembre de 2017  | Chrissy, Cole, Devon, JP, Ryan, [Joe] | Cole                      | Desi            | 8.a Eliminada 1er Miembro del Jurado Día 21   |
| "Fear of the Unknown"               | 22 de noviembre de 2017  | Chrissy,Cole, JP, Joe, Mike           | Lauren                    | Cole            | 9.° Eliminado 2.do Miembro del Jurado Día 24  |
| "Buy One, Get One Free"             | 29 de noviembre de 2017  | Lauren [Ashley, Ben, Devon]           | Ashley                    | JP              | 10.° Eliminado 3.er Miembro del Jurado Día 27 |
| "Buy One, Get One Free"             | 29 de noviembre de 2017  | Ashley, Ben, Devon Joe                | Chrissy                   | Joe             | 11.° Eliminado 4.to Miembro del Jurado Día 30 |
| "Not Going to Roll Over and Die"    | 6 de diciembre de 2017   | Chrissy [Ashley, Mike, Ryan]          | Ashley                    | Lauren          | 12.a Eliminada 5.to Miembro del Jurado Día 33 |
| "The Survivor Devil"                | 13 de diciembre de 2017  | Chrissy, Devon [Ryan]                 | Chrissy                   | Ashley          | 13.a Eliminada 6.to Miembro del Jurado Día 36 |
| "Million Dollar Night"              | 20 de diciembre de 2017  | Chrissy [Devon, Mike]                 | Chrissy                   | Mike            | 14.° Eliminado 7.mo Miembro del Jurado Día 37 |
| "Million Dollar Night"              | 20 de diciembre de 2017  | Nadie                                 | Chrissy [Ryan]            | Devon           | 15.° Eliminado 8.vo Miembro del Jurado Día 38 |
| "Reunion Special"                   | 20 de diciembre de 2017  |                                       |                           | Voto del jurado | Voto del jurado                               |
| "Reunion Special"                   | 20 de diciembre de 2017  | Ryan                                  | Finalista                 |                 |                                               |
| "Reunion Special"                   | 20 de diciembre de 2017  | Chrissy                               | Finalista                 |                 |                                               |
| "Reunion Special"                   | 20 de diciembre de 2017  | Ben                                   | Único Sobreviviente       |                 |                                               |

## Votos del «Consejo Tribal»
|             | Tribus Originales | Tribus Originales | Tribus Originales | Tribus Mezcladas | Tribus Mezcladas | Tribus Mezcladas | Tribu Fusionada | Tribu Fusionada | Tribu Fusionada | Tribu Fusionada | Tribu Fusionada | Tribu Fusionada | Tribu Fusionada | Tribu Fusionada | Tribu Fusionada | Tribu Fusionada | Tribu Fusionada |  |
| ----------- | ----------------- | ----------------- | ----------------- | ---------------- | ---------------- | ---------------- | --------------- | --------------- | --------------- | --------------- | --------------- | --------------- | --------------- | --------------- | --------------- | --------------- | --------------- |  |
| Episodio #: | 1                 | 2                 | 3                 | 4                | 5                | 6                | 7               | 8               | 8               | 9               | 10              | 10              | 11              | 12              | 13              | 13              | 13              |  |
| Día #       | 3                 | 6                 | 8                 | 11               | 14               | 16               | 19              | 21              | 21              | 24              | 27              | 30              | 33              | 36              | 37              | 37              | 38              |  |
| Eliminados: | Katrina           | Simone            | Patrick           | Alan             | Roark            | Ali              | Jessica         | Empate          | Desi            | Cole            | JP              | Joe             | Lauren          | Ashley          | Empate          | Mike            | Devon           |  |
| Votos:      | 5-1               | 5-1               | 4-1               | 2-0              | 3-2              | 3-1              | 7-5             | 4-4-1-1         | 7-1             | 7-1-0           | 5–3–1           | 4–2–0           | 1–0             | 5–1             | 1-1–0           | 2-1             | Desafío         |  |
| Concursante | Votos             | Votos             | Votos             | Votos            | Votos            | Votos            | Votos           | Votos           | Votos           | Votos           | Votos           | Votos           | Votos           | Votos           | Votos           | Votos           | Votos           |  |
| Ben         | Katrina           |                   |                   |                  |                  |                  | Jessica         | Desi            | Desi            | Cole            | Mike            | Joe             | Lauren          | Ashley          | Devon           | Devon           | Ganó            |  |
| Chrissy     | Katrina           |                   |                   |                  | Roark            | Ali              | Jessica         | Joe             | Desi            | Mike            | Joe             | Ashley          | Ben             | Ashley          | Ben             | Mike            | Immune          |  |
| Ryan        |                   | Simone            | Patrick           |                  | Roark            | Ali              | Jessica         | Desi            | Desi            | Cole            | Mike            | Ashley          | Ben             | Ashley          | Ben             | Mike            | A Salvo         |  |
| Devon       |                   | Simone            | Patrick           | Nadie            |                  |                  | Jessica         | Desi            | Desi            | Cole            | JP              | Joe             | Ben             | Ashley          | Mike            | Nadie           | Perdió          |  |
| Mike        |                   |                   |                   |                  |                  |                  | Chrissy         | Joe             | Joe             | Cole            | JP              | Ryan            | Ben             | Ashley          | Ben             | Nadie           |                 |  |
| Ashley      | Katrina           |                   |                   | Joe              |                  |                  | Jessica         | Joe             | Desi            | Cole            | JP              | Joe             | Ben             | Mike            |                 |                 |                 |  |
| Lauren      |                   | Simone            | Patrick           |                  |                  |                  | Jessica         | Se Abstuvo      | Se Abstuvo      | Cole            | JP              | Joe             | Ben             |                 |                 |                 |                 |  |
| Joe         |                   |                   |                   | Alan             |                  |                  | Chrissy         | Ben             | Nadie           | Cole            | JP              | Ryan            |                 |                 |                 |                 |                 |  |
| JP          | Katrina           |                   |                   |                  | Roark            | Ali              | Jessica         | Desi            | Desi            | Mike            | Mike            |                 |                 |                 |                 |                 |                 |  |
| Cole        |                   |                   |                   |                  |                  |                  | Chrissy         | Joe             | Desi            | Ben             |                 |                 |                 |                 |                 |                 |                 |  |
| Desi        |                   |                   |                   | Alan             |                  |                  | Chrissy         | Lauren          | Nadie           |                 |                 |                 |                 |                 |                 |                 |                 |  |
| Jessica     |                   |                   |                   |                  |                  |                  | Chrissy         |                 |                 |                 |                 |                 |                 |                 |                 |                 |                 |  |
| Ali         |                   | Simone            | Patrick           |                  | Chrissy          | JP               |                 |                 |                 |                 |                 |                 |                 |                 |                 |                 |                 |  |
| Roark       |                   |                   |                   |                  | Chrissy          |                  |                 |                 |                 |                 |                 |                 |                 |                 |                 |                 |                 |  |
| Alan        | Katrina           |                   |                   | Joe              |                  |                  |                 |                 |                 |                 |                 |                 |                 |                 |                 |                 |                 |  |
| Patrick     |                   | Simone            | Lauren            |                  |                  |                  |                 |                 |                 |                 |                 |                 |                 |                 |                 |                 |                 |  |
| Simone      |                   | Patrick           |                   |                  |                  |                  |                 |                 |                 |                 |                 |                 |                 |                 |                 |                 |                 |  |
| Katrina     | Ashley            |                   |                   |                  |                  |                  |                 |                 |                 |                 |                 |                 |                 |                 |                 |                 |                 |  |

| Votos del Jurado | Votos del Jurado | Votos del Jurado | Votos del Jurado |      |
| Episodio #:      | 14               | 14               | 14               |      |
| ---------------- | ---------------- | ---------------- | ---------------- | ---- |
| Día              | 39               | 39               | 39               |      |
| Finalista        | Ben              | Chrissy          | Ryan             |      |
| Votos            | 5–2–1            | 5–2–1            | 5–2–1            |      |
|                  |                  |                  |                  |      |
| Jurado           | Voto             | Voto             | Voto             | Voto |
| Devon            |                  |                  | Yes              |      |
| Mike             |                  | Yes              |                  |      |
| Ashley           |                  | Yes              |                  |      |
| Lauren           | Yes              |                  |                  |      |
| Joe              | Yes              |                  |                  |      |
| JP               | Yes              |                  |                  |      |
| Cole             | Yes              |                  |                  |      |
| Desi             | Yes              |                  |                  |      |